# 福井ネクサスエレファンツ
福井ネクサスエレファンツ（ふくいネクサスエレファンツ、Fukui Nexus Elephants）は、プロ野球独立リーグ・日本海オセアンリーグ (NOL)に所属していた福井県のプロ野球チーム。
発祥は、ベースボール・チャレンジ・リーグ（ルートインBCリーグ）に2008年に加盟した福井ミラクルエレファンツで、経営母体の変更に伴い、2020年から2021年までは福井ワイルドラプターズの球団名となった。さらにリーグ脱退ならびにNOLへの加盟に伴い、2022年からは運営母体を変更の上、名称を再変更した。しかし同年シーズン終了後に2022年限りでの活動休止が発表された（いずれも詳細後述）。

## 概要
ルートインBCリーグが6球団制だった2014年までは北陸地区、8球団制となった2015年からは西地区に属した。2020年は新型コロナウイルス感染によるリーグ戦実施変更により、西地区のグループFで公式戦を実施した。
発足当時の球団名の由来は、地図で見た福井県の形が象の横顔に似ていること・日本で初めて象が渡来したのが福井県であることなどから。
また、「奇跡」を呼び込むチームとなることを願い、「ミラクル」を冠した。2020年 - 2021年の球団名は、福井県で化石が発掘された恐竜フクイラプトルに由来する。NOLへの加盟に際して再び「エレファンツ」の名称が復活した。公式ウェブサイトでは「かつて福井県民に愛された『福井ミラクルエレファンツ』に敬意を表し」とその理由が記載されている。
2019年までのチームカラーは黄色（山吹色）、サブカラーは濃紺。黄色のチームカラーは「福井ワイルドラプターズ」時代も継続し、福井ネクサスエレファンツにおいても「黄色をモチーフにネイビーの配色を継承」と公式ウェブサイトに記載されている。
ルートインBCリーグ時代は、地区年間優勝を4回経験したが、リーグ優勝は未達成だった。

### 開催球場

#### BCリーグ時代
※試合数の出典は、ルートインBCリーグ公式サイトの各年度試合結果による。
加盟当時、ベースボール・チャレンジ・リーグでは地域密着を目指し、特に本拠地を定めない方針を取っていた。
ミラクルエレファンツ時代は、ホーム主催球場として福井県営球場・福井市スポーツ公園野球場（福井フェニックススタジアム）・敦賀市総合運動公園野球場・三国運動公園野球場・丹南総合公園野球場（2013年オープンより使用）・美浜町民広場野球場（2016年は開催なし）・おおい町総合運動公園野球場（2012年より）を使用していた。
福井県営球場は2018年の第73回国民体育大会に向けた改修（芝の張り替え）工事のため、2015年は試合開催がなかった。
2015年の公式戦開催数は、福井市スポーツ公園野球場が最多の13、次いで三国公園野球場の12である。2016年の開催試合数は福井市スポーツ公園野球場が最多の18、次いで福井県営球場、2017年は福井市スポーツ公園野球場が13、次いで三国と丹南の各7、2018年は福井市スポーツ公園野球場が12、次いで三国の10、2019年は福井市スポーツ公園野球場が15、次いで三国が7となっている。試合数からは福井市スポーツ公園野球場が主たる開催球場となっている。
運営主体と名称の変わった2020年の日程（新型コロナウイルスの感染拡大による日程変更前）では、従来開催のあった嶺南地区の球場（敦賀・美浜・おおい）では公式戦が予定されていなかった。最多開催球場は従来同様福井スポーツ公園野球場だった。最終的に2020年は福井市スポーツ公園・福井県営・三国・丹南の4球場で開催され、主催30試合中の最多は従来と同じく福井市スポーツ公園野球場（14試合）だった。当初発表同様、嶺南地区の球場での試合はなかった。これは、球団運営会社交代に伴って準備が間に合わなかったためと後に報じられている。
2021年3月に発表された公式戦日程では、嶺南地区の球場のうち敦賀で2年ぶりに開催が予定され（2試合）、7月17日に同年最初の試合が開催された。最終的に2021年の開催試合数は福井市スポーツ公園野球場が17、次いで三国の11となった。
ポストシーズンゲームは、初出場した2010年の地区チャンピオンシップは福井県営球場で開催された。2011年からは2016年までは、2015年の地区チャンピオンシップ1試合を三国運動公園野球場で開催した以外はすべて福井市スポーツ公園野球場で開催された。2018年は地区チャンピオンシップは三国運動公園野球場で開催した。同年のリーグチャンピオンシップは、福井の主催ゲームも含めて全試合を群馬側の球場である前橋市民球場で開催する異例の方式となった。これは、第73回国民体育大会の開催と時期が重なり、県内で開催可能な野球場を確保できなかったためと報じられている。2020年の地区チャンピオンシップは福井県営球場で開催された。

#### NOL時代
2022年3月12日に発表された同年シーズン日程では、福井県開催のホームゲーム18試合の開催球場は、BCリーグ時代同様福井市スポーツ公園野球場が最多の7試合、次いで福井県営と三国で各4試合、丹南と敦賀で各1試合となっていた（未定1試合）。7月20日に、未定となっていた1試合の開催が美浜町民広場野球場と発表された。敦賀を除く嶺南地区での開催は、ミラクルエレファンツ時代の2019年以来となる。最終的には、福井市スポーツ公園野球場1試合の開催が日程消化の都合で中止になった以外は予定通りの開催数だった。

## 歴史
発足に際しては、福井大学美術教育サブコース西畑敏秀教育地域科学部准教授の協力を得て、ロゴマーク・マスコットキャラクターなどのデザインが決定された。

### 2007年
- 10月10日 - 福井県民プロ野球球団設立準備室が開設される[19]。
- 11月8日 - 設立準備室が、初代監督に元阪神タイガース監督の藤田平を迎えると発表[20]。藤田は後日、依頼を受けて当初は逡巡したが、妻の勧めと野球界に恩返ししたいという思いから受諾したと記している[21]。
- 11月14日 - 設立準備室、球団名を「福井ミラクルエレファンツ」に決定したと発表[22]。
- 12月29日 - 運営会社の株式会社スポーツコミュニティ福井を設立[23]。

### 2008年
- 4月19日 - 公式戦開幕（敦賀市総合運動公園野球場、対新潟戦）1-4で敗戦。
- 4月29日 - 公式戦初勝利（三国運動公園野球場、対石川戦）5-2で勝利
- 7月13日 - 2008年前期終了（北陸地区3位）。
- 9月28日 - 2008年後期終了（北陸地区3位）。
- 9月30日 - 藤田監督の退任を発表[24]。藤田は退任後の2010年、未払の監督報酬などの支払を求めて、在任当時の球団運営会社（スポーツコミュニティ福井）を提訴した[25]。裁判の結果については報じられていない。
- 10月10日 - 天野浩一コーチが現役を引退して監督に就任することが発表された[26]。
- 10月30日 - NPBドラフト会議で柳川洋平が福岡ソフトバンクホークスから育成選手枠3位で指名され、チームで初のNPB入団者となる。
- 12月18日 - 元・広島東洋カープの木村一喜のコーチ就任を発表[27]。

### 2009年
- 6月7日 - 木村コーチが本人の申し出により退団[28]。5月30日の富山戦で審判に抗議したため退場となり、リーグから謹慎（1日）と出場停止（3試合）の処分が下されていた[28]。
- 6月28日 - 2009年前期終了（北陸地区3位）。
- 7月2日 - 臨時株主総会と取締役会で、経営再建のため、社長以下の経営陣の刷新を決定（詳細は後述）[29]。
- 9月23日 - 2009年後期終了（北陸地区3位）。
- 10月7日 - 天野監督の退任を発表[30]。
- 10月29日 - NPBドラフト会議で前田祐二がオリックス・バファローズから4位で指名される。支配下登録枠での指名者は初めて（リーグでも初）。
- 11月25日 - 監督に野田征稔コーチが就任し、後任の野手コーチとして塩谷和彦が就任することが発表された[31]。

### 2010年
- 2月12日 - 投手コーチに谷村智啓の就任を発表[32]。
- 2月25日 - 経営危機への対策として、新会社「株式会社福井県民球団」に運営を移行させることが決定される（詳細は後述）[33]。
- 4月2日 - 塩谷コーチが「一身上の都合」を理由に辞任。後任は慶家誠太朗がプレイングコーチとして就任した。
- 6月28日 - 2010年前期終了（北陸地区2位）。
- 9月25日 - 後期信濃3回戦に勝利し、初の半期優勝を達成[34]。
- 10月4日 - 前期優勝の石川との間でおこなわれた地区チャンピオンシップに1勝2敗で敗退[35]。

### 2011年
- 6月 - 2011年前期終了（北陸地区3位）。
- 9月25日 - 石川との後期12回戦に勝利し、2年連続の後期優勝[36]
- 10月2日 - 前期優勝の石川との間でおこなわれた地区チャンピオンシップに0勝2敗で敗退[37]。
- 10月17日 - 野田監督・谷村コーチの退任と、酒井忠晴の監督就任が発表される[38]。

### 2012年
- 7月2日 - 2012年前期終了（北陸地区2位）。
- 9月18日 - 後期優勝マジック1の状態でマジック対象チームの石川が群馬に敗れたため、3年連続の後期優勝を達成[39]。
- 10月2日 - 前期優勝の石川との間でおこなわれた地区チャンピオンシップに2勝1分で勝利し、初の北陸地区優勝を決める[40]。
- 10月13日 - 上信越地区優勝の新潟とのリーグチャンピオンシップに0勝3敗で敗退[41]。
- 10月26日 - NPBドラフト会議で森本将太がオリックス・バファローズから5位で指名され、3年ぶりにドラフト指名者を輩出。リーグとしても3年ぶりの支配下登録枠指名者となる。

### 2013年
- 7月 - 2013年前期終了（北陸地区3位）。4期ぶりに最下位となる。勝率.250は、当時リーグの半期成績としてワースト記録だった（2015年前期に福島が.242で更新、2017年前期に栃木が.200、2018年前期に滋賀が.152を記録）。
- 9月25日 - 最終戦で富山に勝利し、4年連続となる後期優勝達成[42]。
- 10月1日 - 前期優勝の石川との間でおこなわれた地区チャンピオンシップに1勝2敗1分で敗退[43]。

### 2014年
- 6月30日 - 前期終了（北陸地区2位）。一時は優勝マジックが点灯し、マジック2までこぎ着けたが[44]、残り4試合に全敗して富山に逆転優勝を許した[45]。
- 9月15日 - 後期終了（北陸地区3位）。
- 9月16日 - 酒井監督の退任を発表[46]。
- 11月10日 - 元・阪神タイガースの吉竹春樹の監督就任を発表[47]。

### 2015年
- 6月28日 - 優勝マジック1の状態でマジック対象チームの信濃が石川に敗れ、西地区前期優勝[48]。半期優勝は3期ぶりで前期は初。
- 9月15日 - 2015年後期終了（西地区2位）。年間の勝率は球団史上最高を記録した[49]
- 9月21日 - 後期優勝の富山との間でおこなわれた西地区チャンピオンシップに2勝1敗で勝利し、3年ぶりの地区優勝達成[50]。
- 9月23日 - 新潟との間でおこなわれたリーグチャンピオンシップに0勝3敗で敗退[51]。前回に続いて新潟から1勝も挙げられなかった。
- 11月6日 - 現役を引退した藤井彰人が、阪神に籍を置いた状態で2016年シーズンのコーチに就任することが発表される[52]。

### 2016年
- 6月19日 - 2016年前期終了（西地区2位）。残り3試合の時点で優勝マジック3が点灯したが[53]、続く3試合を1勝2敗の成績で石川の逆転優勝を許した[54]。石川に直接対戦成績で大きく負け越したことが優勝を逃した要因であった[55]。
- 9月11日 - 2016年後期終了（西地区4位）。2014年後期以来の半期最下位となったが、石川が前後期優勝したため年間勝率2位で地区チャンピオンシップに出場することとなった[56]。年間での勝率は5割を超えた[55]。
- 9月20日 - 地区チャンピオンシップで石川に敗退。試合は第2戦まで2連勝（第2戦は9月17日の試合が0-8で負けていた3回終了後に降雨ノーゲームとなり順延開催[57]）したが、第3戦が雨天中止となり、予備日程が残っていなかったことから「年間勝率2位チームの優勝条件は3戦全勝」というリーグ規定が適用された[58]。
- 9月23日 - 吉竹春樹監督が退任を表明[59]。
- 12月7日 - 監督に前阪神スカウトの北村照文が内定したことを発表[60]。

### 2017年
- 10月2日 - 北村照文が「一身上の都合」により監督を退任すると発表[61]。
- 12月15日 - バッテリーコーチの田中雅彦が翌年の監督に内定したことを発表[62]。また、ロッテ球団から派遣されていた投手コーチの荘勝雄は契約期間満了で退任した[63]。

### 2018年
- 6月21日 - 3年ぶりとなる西地区前期優勝[64]。最終的に勝率は信濃と同率であったが、直接対戦成績の優劣により福井が優勝となった。
- 9月17日 - 後期優勝の富山と対戦した西地区チャンピオンシップに2勝0敗の成績で、3年ぶりの地区優勝を達成[65]。
- 10月1日 - 群馬との間でおこなわれたリーグチャンピオンシップに1勝3敗で敗退[66]。初戦でリーグチャンピオンシップの試合で初勝利を挙げたが、その後は3連敗を喫した[66]。

### 2019年
- 6月19日 - 前期日程を終了。2度7連敗を喫してチームワーストとなる勝率.281で5期ぶりの最下位となった[67]。
- 9月8日 - 後期日程を終了。4位に終わり、福井新聞では「（昨年の）主力が抜けた穴が大きく」と評された[68]。
- 10月11日 - 株式会社福井県民球団は福井県庁教育記者クラブで記者会見を開き、2020年シーズンに向けたBCリーグへの加盟更新をおこなわないことを発表した[69]。また、会社の清算手続に入ることも発表している[70]。
- 10月30日 - リーグから、野球YouTubeチャンネル「トクサンTV」を母体とする新運営会社によって2020年シーズンの加盟が決まったと発表される[71]。同日、田中雅彦の今シーズン限りでの監督退任も発表された[72]。
- 11月16日 - 球団名の公募を正式に発表[5]。
- 12月11日 - 12月9日付で新しい球団運営会社「株式会社FBA」が設立されたことを発表[73]。
- 12月12日 - 新しい球団名が「福井ワイルドラプターズ」に決まったことを発表[1]。
- 12月25日 - 投手コーチの福沢卓宏の監督就任を発表[74]。
- 12月27日 - 選手の荒道好貴が兼任コーチに就任することを発表[75]。

### 2020年
- 6月16日 - ワイルドラプターズとしての公式ユニホームを公表[76]。
- 6月20日 - ワイルドラプターズとなって初の公式戦を丹南総合運動公園野球場にて無観客で開催（対滋賀）[9]。
- 7月17日 - 今シーズン初の有観客試合を開催[77]。
- 9月8日 - 西地区グループFからの地区チャンピオンシップ出場が決定[78]。
- 10月14日 - 公式戦終了。8月21日の対滋賀戦から9月29日の対滋賀戦まで引き分けを挟んでリーグ新記録の22連勝を記録し[9][79]、勝率は.827であった[80]。なお、雨天中止となった滋賀主催の滋賀戦2試合の振替がなかったため[81]、試合数は予定より少ない58試合であった。
- 10月17日 - 福井県営球場で行われた富山との地区チャンピオンシップに4対2で勝利し[15]、西地区優勝を達成[82]。
- 10月21日 - 長野オリンピックスタジアムのリーグチャンピオンシップ準決勝で信濃と対戦。試合序盤に4点のリードを奪ったものの同点に追いつかれて延長戦に突入、延長10回裏に5-6でサヨナラ負けを喫し、今回もリーグ優勝はならなかった[83]。

### 2021年
- 2月2日 - 選手兼任コーチとして、元東北楽天ゴールデンイーグルスの中村和希の入団を発表[84]。
- 9月1日 - 来シーズンのリーグ不参加と西地区4チームによる新リーグ結成を発表[85]。
- 9月13日 - 今シーズンの公式戦を終了。前年から9人を除いて選手を入れ替えたが[86]、前年とは対照的に低迷し、3割台の勝率で4位に終わる。なお、リーグの中で唯一予定された全試合を実施したチームとなった。
- 9月16日 - 新リーグの名称が「日本海オセアンリーグ」となることが発表される。また、記者会見において、ワイルドラプターズではない新球団が立ち上げられることも明かされた[87]。
- 10月25日 - 監督の福沢が退任することを発表[88]。
- 10月26日 - 日本海オセアンリーグでの福井球団名を「福井ネクサスエレファンツ」とすることが発表され、球団の会長兼ゼネラルマネージャーに元オリックス・バファローズ監督の西村徳文が就任することもあわせて明らかにされた[89][90]。
- 10月30日 - 福井ネクサスエレファンツの監督に、元オリックス・ブルーウェーブ選手で、前信濃コーチの南渕時高が就任することを発表[91]。
- 12月1日 - 福井ネクサスエレファンツの運営会社が日本海オセアンリーグ事務局より発表される[92]。

### 2022年
- 1月5日 - ヘッドコーチ兼投手コーチとして、元阪神タイガース選手で前徳島インディゴソックス監督の吉田篤史が就任したと発表[93]。
- 1月31日 - 前北海道日本ハムファイターズ投手の秋吉亮が入団することを発表[94]。
- 4月2日 - 日本海オセアンリーグとしての初シーズンが開幕。
- 4月24日 - 監督の南渕が体調不良により休養し、ヘッドコーチの吉田が監督代行となる[95]。
- 5月31日 - 監督の南渕との契約を「諸般の事情」により解除したと発表、監督代行の吉田が引き続き（代行として）指揮を執る[96]。
- 6月22日 - 元千葉ロッテマリーンズ選手の早坂圭介がコーチに就任することを発表した[97]。
- 6月25日 - この日の対滋賀戦では選手の秋吉亮が監督代行を務める[98]。翌26日の富山戦では会長兼GMの西村徳文が監督代行を務めた[99]。
- 6月29日 - 監督代行の吉田が体調不良を理由に休養を申し出たと発表し、休養期間中は野手コーチの早坂圭介が監督代行となる[100]。
- 7月16日 - 秋吉亮の福岡ソフトバンクホークスへの移籍が発表される[101]。
- 7月29日 - 監督代行を務めて休養していた吉田篤史とのヘッドコーチおよび投手コーチ契約を「福井ネクサスエレファンツ及び日本海オセアンリーグの事情」により合意の上で解除したと発表[102]。
- 10月20日 - NPBドラフト会議で濱将乃介が中日ドラゴンズから5巡目で指名される[103]。福井球団として10年ぶりの指名者となった。
- 10月31日 - 運営会社「S.Sマネジメント福井」が申請した活動休止をリーグが承認したことを発表[104]。

## 成績

### BCリーグ

#### シーズン
| 年度 | 期 | 監督     | 順位 | 試合 | 勝利 | 敗戦 | 引分 | 勝率 | ゲーム差 | 打率         | 防御率      | 本塁打    |
| ---- | -- | -------- | ---- | ---- | ---- | ---- | ---- | ---- | -------- | ------------ | ----------- | --------- |
| 2008 | 前 | 藤田平   | 3    | 36   | 9    | 22   | 5    | .290 | 8.5      | .218(6位)    | 2.84(4位)   | 7(6位)    |
| 2008 | 後 | 藤田平   | 3    | 36   | 12   | 17   | 7    | .414 | 4.5      | .218(6位)    | 2.84(4位)   | 7(6位)    |
| 2009 | 前 | 天野浩一 | 3    | 36   | 10   | 23   | 3    | .303 | 10.5     | .240(6位)    | 3.14(4位)   | 13(6位)   |
| 2009 | 後 | 天野浩一 | 3    | 36   | 13   | 21   | 2    | .382 | 7.5      | .240(6位)    | 3.14(4位)   | 13(6位)   |
| 2010 | 前 | 野田征稔 | 2    | 36   | 17   | 16   | 3    | .515 | 3.0      | .269(2位)    | 3.48(4位)   | 17(6位)   |
| 2010 | 後 | 野田征稔 | 1    | 36   | 18   | 15   | 3    | .545 | ※0.5     | .269(2位)    | 3.48(4位)   | 17(6位)   |
| 2011 | 前 | 野田征稔 | 3    | 36   | 11   | 20   | 5    | .355 | 3.5      | .255(4位)    | 3.84(6位)   | 22(5位)   |
| 2011 | 後 | 野田征稔 | 1    | 36   | 18   | 16   | 2    | .529 | ※2.0     | .255(4位)    | 3.84(6位)   | 22(5位)   |
| 2012 | 前 | 酒井忠晴 | 2    | 36   | 17   | 16   | 3    | .515 | 4.0      | --           | --          | --        |
| 2012 | 後 | 酒井忠晴 | 1    | 36   | 17   | 18   | 1    | .486 | ※3.5     | --           | --          | --        |
| 2013 | 前 | 酒井忠晴 | 3    | 36   | 8    | 24   | 0    | .250 | 10.5     | --           | --          | --        |
| 2013 | 後 | 酒井忠晴 | 1    | 36   | 17   | 16   | 3    | .515 | ※3.0     | --           | --          | --        |
| 2014 | 前 | 酒井忠晴 | 2    | 36   | 15   | 20   | 1    | .429 | 0.5      | --           | --          | --        |
| 2014 | 後 | 酒井忠晴 | 3    | 36   | 13   | 21   | 3    | .382 | 4.5      | --           | --          | --        |
| 2015 | 前 | 吉竹春樹 | 1    | 37   | 21   | 14   | 2    | .600 | ※2.5     | .271（4位）  | 3.64（3位） | 20（7位） |
| 2015 | 後 | 吉竹春樹 | 2    | 35   | 17   | 12   | 6    | .586 | 0.5      | .271（4位）  | 3.64（3位） | 20（7位） |
| 2016 | 前 | 吉竹春樹 | 2    | 36   | 20   | 14   | 2    | .588 | 1.0      | .260（6位）  | 3.58（2位） | 29（6位） |
| 2016 | 後 | 吉竹春樹 | 4    | 36   | 15   | 20   | 1    | .429 | 6.0      | .260（6位）  | 3.58（2位） | 29（6位） |
| 2017 | 前 | 北村照文 | 3    | 35   | 19   | 14   | 2    | .576 | 2.0      | .271(6位)    | 3.92(4位)   | 37(6位)   |
| 2017 | 後 | 北村照文 | 3    | 36   | 15   | 19   | 2    | .441 | 10.0     | .271(6位)    | 3.92(4位)   | 37(6位)   |
| 2018 | 前 | 田中雅彦 | 1    | 34   | 22   | 11   | 1    | .667 | ※0.5     | .294(4位)    | 3.99(3位)   | 49(5位)   |
| 2018 | 後 | 田中雅彦 | 2    | 34   | 19   | 11   | 4    | .633 | 2.0      | .294(4位)    | 3.99(3位)   | 49(5位)   |
| 2019 | 前 | 田中雅彦 | 5    | 36   | 9    | 23   | 4    | .281 | 11.0     | .248（10位） | 5.09（8位） | 29（7位） |
| 2019 | 後 | 田中雅彦 | 4    | 34   | 14   | 20   | 0    | .412 | 10.0     | .248（10位） | 5.09（8位） | 29（7位） |
| 2020 | 全 | 福沢卓宏 | 1    | 58   | 43   | 9    | 6    | .827 | ※37.0    | .275(6位)    | 2.30(1位)   | 19(9位)   |
| 2021 | 全 | 福沢卓宏 | 4    | 72   | 21   | 32   | 12   | .350 | 17.5     | .244(11位)   | 4.41(8位)   | 32(8位)   |

- 順位は地区（2014年までは北陸地区、2015年以降は西地区、2020年は西地区グループF）での順位、打率・防御率・本塁打はリーグ総合での順位。
- 優勝した期のゲーム差は※をつけて2位とのゲーム差を掲載。
- 銀地は地区優勝。

#### 地区チャンピオンシップ
- 2010年 - 1勝2敗（対戦は石川）
- 2011年 - 0勝2敗（対戦は石川）
- 2012年 - 地区年間優勝（2勝1分：対戦は石川）
- 2013年 - 1勝2敗1分（対戦は石川）
- 2015年 - 地区年間優勝（2勝1敗：対戦は富山）
- 2016年 - 2勝0敗（対戦は石川。第3戦が雨天中止となったため、リーグ規定により石川が優勝）
- 2018年 - 地区年間優勝（2勝0敗：対戦は富山）
- 2020年 - 地区優勝（富山に勝利）※本年はトーナメント制

#### リーグチャンピオンシップ
※2020年はトーナメント制
- 2012年 - 0勝3敗（対戦は新潟）
- 2015年 - 0勝3敗（対戦は新潟）
- 2018年 - 1勝3敗（対戦は群馬）
- 2020年 - 準決勝敗退（対戦は信濃）

### 日本海オセアンリーグ
| 年度 | 監督                                       | 順位 | 試合 | 勝利 | 敗戦 | 引分 | 勝点 | 勝率 |
| ---- | ------------------------------------------ | ---- | ---- | ---- | ---- | ---- | ---- | ---- |
| 2022 | 南渕時高 吉田篤史（代行） 早坂圭介（代行） | 3    | 59   | 28   | 25   | 6    | 62   | .528 |

## チームの特徴
BCリーグ時代は、初代の藤田平をはじめ歴代監督8人中4人が阪神タイガースに選手として在籍経験を持ち、歴代コーチも2人が該当していた。2016年シーズンは藤井彰人が阪神に籍を置いた状態でコーチとして派遣された。
NPBとリーグとの育成選手派遣制度にしたがい、2013年はオリックス・バファローズ、2014年は千葉ロッテマリーンズ、2015年には阪神とそれぞれ業務提携による選手派遣を受けた。

## 経営問題

### 2009年
福井は球団創設以来、スポンサー収入が予測を大幅に下回った上、チームの成績不振もあって入場料収入やファンクラブの会員数も伸び悩みなどで、2009年春になって経営が逼迫。BCリーグの加盟球団で経営難が公式に表面化したのは初めてであった。
福井の球団創設時の運営法人であった「スポーツコミュニティ福井」（以下「コミュニティ社」）の設立時の資本金は当初8000万円が目標だったものの、実際にはBCリーグ6球団最少額の5670万円にとどまった。またスポンサー収入も他5球団が平均5000 〜 6000万円を確保しているのに対し、福井の初年度のスポンサー収入額は4020万円と少額で、さらに2009年は2910万円にまで落ち込んだ。
他球団では大口スポンサーを確保するなど収支の安定化を図ったり、地元財界や自治体から金銭面・運営面で協力を得るなど経営努力が図られていたが、福井にはそうした動きが少なく、球団の県民への浸透度の低さや企業・行政のスポーツ文化に対する意識の未熟さなどが指摘されていた。
その結果、福井が抱える2009年5月末時点の累積赤字は約5300万円になり資金繰りもままならなくなった。一時は「今季の継続も困難」（元コミュニティ社社長・清水昌勝）となる状況にまで追い込まれた。
このため同年6月23日、コミュニティ社は地元紙である福井新聞社に対して支援の要請を行うことを発表。福井新聞はニュースを伝えた記事の中で「球団発足以来、報道や協賛協力などチームへの応援を重ねてきた。シーズン途中での破たんは避けなければならず、各界各層の協力も得てこれまで以上の支援の在り方を検討したい」と記した。
7月2日に行われた臨時株主総会と取締役会において、前球団社長の清水をはじめ旧経営陣3名が責任を取って退任（ただし、3名とも引き続き参与として経営には参加）。代わって新たな経営陣が選任され、球団社長に福井新聞社専務の吉田真士・球団代表兼専務に同社前事業局長の新谷隆美（同社より出向）・取締役に同社社長の吉田哲也・BCリーグ代表の村山哲二ら4名の計6名が就任。このうち福井新聞社からは5名が占め、同社が中心となって経営再建に乗り出すこととなった。
球団社長に就任した吉田は経営継承にあたり「福井の将来を考えたことが一番の理由。あくまでも『県民球団』であり、決して福井新聞社だけで支えられるものではない。県民にこれまで以上の関心を持ってもらいたい」と訴え、今後の経営体制について「さまざまな課題を整理した上で、経費抑制や新たなスポンサー探しなどこれから効果的な策を具体的に検討し、収支の均衡を図れるようにしていきたい」と述べた。またBCリーグからも職員が派遣され、球団運営のノウハウを伝えるなど球団とリーグとの連携を密にし、経営改善が図られることになった。
しかし、同年12月末の段階でなお約8000万円の累積赤字を計上するなど、経営危機を完全に払拭するまでには至らず、スポンサーからの財務体質改善要求や、球団の存続を危ぶむ声もあった。このため2010年2月10日、コミュニティ社は福井新聞社本社で記者会見を行い、経営基盤の強化や健全な運営を目的に、新会社に事業を譲渡する方針を明らかにした。吉田は席上、新会社は福井新聞社の全額出資によって設立し、選手・コーチとの契約や後援会、スポンサー企業との関係をそのまま継承した上でコミュニティ社を解散し、新会社の経営を安定化させた上で県内から広く他の出資者を募っていく方針を示した上で「不健全な経営状態では銀行からの借り入れや増資も受けられず、球団の存続もままならない」と、あくまでも球団存続のための事業譲渡である旨を説明し、理解を求めた。
そして2月25日に福井市で行われたコミュニティ社の株主総会で、球団運営を新会社「福井県民球団」に全面譲渡し、コミュニティ社を解散する方針が全会一致で承認され、新社長には福井新聞社常務の伊東博之が、コミュニティ社の清算人には前社長の吉田がそれぞれ就任。また取締役には引き続き福井新聞社の吉田哲也社長、BCリーグの村山代表が就任した。県民球団社は福井新聞社が300万円を出資し、今後県内を中心に幅広く出資者を募ることになった。伊東は新会社の商号について「県民に最も分かりやすく、まさに球団が目指すところ」と説明し「選手強化はもちろん、県民により身近に親しんでもらえるチームづくりを行いたい。できるだけ早い段階で、経営の黒字化を目指したい」と運営方針を強調。観客動員も前年約38,000人（1試合平均1,050人）から40,000人超（同1,200人）まで引き上げる目標も示された。

### 2019年
上記の新会社設立から10年近くを経た2019年10月11日、福井県民球団は会社清算手続に入ることを発表した。前記の通り、同日付で2020年のリーグ加盟更新をおこなわないことも発表している。報道によると、会社設立以来毎年決算は赤字を計上し、2018年度の興行収入がピークの1/3に落ち込んでいるという。前回の経営危機の際に課題となった観客動員は減少し、黒字化は困難という判断による。リーグ側は球団存続に向け、別の運営母体の確保などを目指す方針とされた。19日後の10月30日、トクサンTVを母体とする新運営会社を設立して来シーズンも加盟を維持することが発表された。11月1日のリーグ発表では球団名称を「未定」とした。11月6日、新運営会社を設立予定の関係者が記者会見を開き、11月以降に会社を設立し、チーム名を公募することも明らかにした。11月15日に発表されたドラフト会議の結果では球団名が「福井新球団」と記載されている。翌11月16日に、球団名を11月末までの期間で公募することを正式に発表した。
12月9日に新しい球団運営会社「株式会社FBA」が設立され、12月12日に新球団名が「福井ワイルドラプターズ」に決まったことが、FBAから発表された。ミラクルエレファンツ時代に関係の深かった福井新聞は記事で「福井ミラクルエレファンツに代わる地元球団」という表現を用いていた。

### ワイルドラプターズ時代
新経営母体になって1年目の2020年は新型コロナウイルス感染症の影響で1試合平均の観客数が前年（ミラクルエレファンツ時代）の436人から263人に減少し、2500万円の赤字だった。
2021年、リーグ規約の改正に伴って選手契約が報酬保証のA契約と報酬を抑制（無報酬を含む）して副業を可能とするB契約に分かれたのを踏まえ、A契約選手を9人だけとし、残る選手はすべて無報酬のB契約とした。リーグで無報酬のB契約の選手を持つのは福井だけになると報じられた。球団はヤマト運輸と業務委託契約を結び、B契約の選手はチームの知名度向上もかねて宅急便の宅配業務に従事した。球団代表の小松原は「『野球がうまいからお金をもらえて当たり前』という考え方に危機感があった」として、「最終的には収益の半分近くを野球以外で稼ぎたい」「個人で仕事を取るより有利な環境を整え、持続可能なモデルにしたい」といった意向を示していた。
しかし、日本海オセアンリーグの代表を務める黒田翔一は、B契約選手を乱発した運営について「プロ野球と呼べる状態ではなかった」と述べ、旧体制のままでの新リーグ移行とはしない理由に挙げた。
ワイルドラプターズの運営会社だった株式会社FBAは、運営離脱から約1年後の2022年12月22日に清算結了して消滅した。

## BCリーグからの脱退と新球団への移行
2021年9月1日、来シーズンはリーグに参加せず、西地区の4チームで新リーグを結成することを明らかにした。9月16日に新リーグの名称は日本海オセアンリーグとなることが発表された。ただし、新リーグの代表を務める黒田翔一は、福井については現在とは別の会社による運営となる方針を示した。2021年10月26日、日本海オセアンリーグでの福井の球団名が福井ネクサスエレファンツとなることが発表された。12月1日には新しい運営会社（設立は11月1日付）が発表された。球団代表の杉山慎と球団社長の篠田朗樹は、いずれも選手としてBCリーグに在籍歴がある（杉山は信濃、篠田は信濃と武蔵）。

## 活動休止
2022年10月31日、地元紙の福井新聞は福井球団が11月いっぱいで活動を休止し、運営会社も解散する予定であると報じた。同日リーグ側も福井球団の運営会社から出されていた活動休止申請を承認したことを発表した。活動休止の理由について福井新聞は、観客数が伸び悩み、スポンサーの確保にも難航していたと記している。リーグは同時に千葉県での新球団設立を発表しており、NHKニュースは「譲渡先が決まらなければ、11月いっぱいで解散」という表現で報じている。
活動休止発表後の11月5日に予定されていたファン感謝祭の中止を、前日の11月4日に発表した。福井新聞は、運営会社による「休止発表後に球団事務所に嫌がらせ電話が相次いだため、安全を考慮した」という説明を報じた。
11月29日、福井球団はウェブサイトを通じて、12月1日に運営撤退に関する記者会見を開くと発表した。12月1日に球団代表の杉山慎がオンラインで記者会見を開き、10月末から実施した翌年度のスポンサー営業で既存スポンサーの多くの離脱が判明して継続が困難になったと説明した。スポンサーの逸走を招いた理由としては、過去3度の運営母体変更で信頼が低下していたことと営業力の不足を挙げた。杉山は譲渡に興味を示した企業1社があると語り、交渉でもし譲渡が決まれば日本海オセアンリーグに所属すると述べた。今後については、運営会社は年内で解散し、新たな譲渡先が見つからなければチームとしても年内で解散の見通しと説明した。
中日新聞は取材で、ネクサスエレファンツとなってからのスポンサーには継続を考える企業が複数あったが、従来からの大口スポンサーが離れたとしている。
なお、運営会社の株式会社S.Sマネジメント福井は記者会見に先立つ11月28日に商号を株式会社千葉県民球団に変更し、12月8日には本店登記も千葉県船橋市に変更している。同社が運営する球団については、2023年1月14日に千葉スカイセイラーズという名称が決定した
2022年12月26日に、日本海オセアンリーグはリーグ名を「ベイサイドリーグ」と改めて千葉および新設のYKSホワイトキングス（神奈川県）の2球団による運営に移行するとともに、富山・石川の2球団は新たに「日本海リーグ」を設立して2023年のリーグ戦を実施することを発表した。これにより、福井球団が2023年に日本海オセアンリーグを母体とするリーグに参加しないことが確定した。
2023年8月30日、福井の実質的な後継球団である千葉スカイセイラーズがベイサイドリーグからの脱退を示唆する記者会見を開いた際、球団社長の杉山は冒頭で、前年に福井県民やファンに対してしっかりとした説明と謝罪ができなかったことを陳謝した。また、同じ会見でGMの小野貞路は、日本海オセアンリーグから福井球団運営を杉山が引き受けた際に話のあったリーグからの分配金（数千万円単位）の金額が減り、シーズン終了頃には翌年以降の分配金がないという通告を受け、選手を守るという事情から千葉への移転を決断したという説明をおこなった。これに対してリーグ代表の黒田翔一は、2023年9月発売の雑誌インタビューにおいて、リーグによる補償（黒田はこう表現している）金額の調整をした面は確かにあるが、そのほかにリーグが多くの資金拠出・貸付をおこなっていた点を理解してほしいと述べた。
千葉スカイセイラーズは最終的にベイサイドリーグを脱退して2024年は無所属チームとして活動しながら次年度以降のBCリーグ加盟を目指していたが、同年日本海リーグとの交流戦を福井フェニックススタジアムで開催するにあたり、球団社長の杉山は改めてYoutubeに動画を公開して活動休止当時至らなかった点について言及した。千葉は2024年12月にBCリーグへの準加盟が認められている。

## 所属する選手・スタッフ
指導者及び選手は

## マスコットキャラクター
ネクぞうくん
2022年2月28日にデザインが発表される（野球帽を被った象の姿をしている）とともに名前を公募で決定するとされた。4月3日にホームでの開幕試合で名前が発表された。7月16日のリーグオールスター戦で着ぐるみがデビューした。
ルートインBCリーグ時代は下記のマスコットがいた。

### 福井ミラクルエレファンツ時代
パオ太郎
球団名にちなんだゾウのキャラクターである。背番号291番のユニホームを着ている。
2011年時点の球団ウェブサイトには「本名：越前屋象太郎」という記述があった。
福井ネクサスエレファンツの公式Twitterでは、「2019年9月7日から行方不明」とツイートされている。
また、福井県の公式恐竜ブランド「Juratic(ジュラチック)」のキャラクターである「ラプト」が、2017年7月より「特別コンディショニングコーチ」（背番号214）として起用されていた。

### 福井ワイルドラプターズ時代
ワイルドラプターJr
2020年7月に発表された。プロフィールは発表に記載されていないが、野球帽とユニフォーム（上着）をまとった恐竜の姿をしている。球団ではクラウドファンディングを通じて集めた資金により着ぐるみを制作し、2020年シーズン中に公式戦に登場させたいとしていた。クラウドファンディングは目標の500万円を大きく下回る約95万円の結果だった。

## 応援スタイル
2010年に発足した私設応援団「福井牙闘会（がとうかい）」があった。応援団は選手別の応援歌やチャンステーマも作成していた。
ナイターでの主催試合の場合は21時以降の応援は鳴り物の使用を禁止し、太鼓、トランペット、メガホンの代わりに手拍子に変更となった（ビジターの場合も基本的には21時を原則として鳴り物を禁止とするが、小松運動公園末広野球場のように球場側独自の応援ルールがある場合はそれに従う）。
また、2017年の報道では、応援団に所属しないが応援旗を振ったり太鼓を叩いたりする熱心なファンが存在すると記されていた。
福井ネクサスエレファンツの活動休止決定と、同年のファン感謝祭中止を機に、ファンが企画した「同窓会」が2022年12月3日に福井市内で開かれ、ファンやOB選手ら70人が出席した。

## 応援歌・テーマソング
応援歌
GO!! NEXUS ELEPHANTS!!!
作曲はHideki Sai、歌唱はYUKARI。2022年4月3日のホーム開幕戦で披露された。

### 福井ミラクルエレファンツ時代
- YELL（福井在住のアーティストのナナ・イロが歌う球団イメージソング）
- ゴー・ゴー・エレファンツ（球団応援歌）

福井ワイルドラプターズ時代には球団歌や応援歌は制定されなかった。

## スポンサー（ミラクルエレファンツ時代）
福井県に本社および拠点を置く企業が多くを占める。なお、括弧内は法人名以外に使用するクレジット名。
- アイシン・エィ・ダブリュ工業
- 宇野酸素
- 江守商事
- 大塚製薬（Otsuka）
- 小野ホールディングス（小野グループ）
- 金井学園（福井工業大学）
- 清川メッキ工業
- サンキュー（100満ボルト）
- 昭和美術印刷（印刷のショーワ）
- セーレン
- 田中化学研究所
- 日華化学（NICCA）
- 日本ピーエス
- ハニー
- 福井銀行（NATURA）
- 福井県米穀（水晶米）
- 福井新聞社（福井新聞）
- 福井信用金庫
- 福井テレビジョン放送（福井テレビ）
- 福井放送（FBC）
- フクビ化学工業
- 北陸銀行
- 三国観光産業（三国競艇）
- 三谷商事
- 三谷セキサン　他
  - 2009年12月には福井県内の有志企業17社が支援組織として「福井を元気にする会」を設立[148]したが、福井県民球団の球団運営終了に伴い、2019年シーズンで解散した[149]。

## 不祥事
福井ミラクルエレファンツの26歳の投手（当時氏名は非公表）が、2011年3月のキャンプ（福井県おおい町）の最中に、後輩の選手1人に対して自分を「君付け」で呼んだと因縁を付けて、2本並べたバットの上に長時間にわたり正座させた。また、この場には他の選手2名も居合わせていたが、この投手の行為を止めることもしなかったとされる。
事態を把握した球団は、同年12月に加害者の投手に対し6か月間の謹慎処分とした上で試合出場を禁止し、居合わせた他の選手2人についても、投手の行為を容認していたとして3か月間の謹慎処分とした。しかし公表はしておらず、翌2012年3月に新聞報道で発覚した。被害を受けた選手は、脚を傷めてプレーできなくなり同年秋に退団し、2012年3月に福井県警に被害届を提出した。
2012年7月19日、リーグと球団は投手の藤井宏海について、2011年3月のキャンプ中に「行き過ぎた行為」があり、警察の事件となったが不起訴処分となったことを明らかにし、この件により藤井は球団より謹慎処分を受けたが、社会的制裁や十分な反省があったとして7月20日付で出場選手登録を認めたと発表した。